# Choeromorpha lambii
Choeromorpha lambii är en skalbaggsart. Choeromorpha lambii ingår i släktet Choeromorpha och familjen långhorningar. Utöver nominatformen finns också underarten C. l. lambii.